# Nova Akropola
Nova Akropola è il secondo album in studio del gruppo musicale sloveno Laibach, pubblicato nel 1986.

## Tracce
1. Vier Personen
2. Nova akropola
3. Krvava gruda - Plodna zemlja
4. Vojna poema
5. Ti, ki izzivaš (Outro)
6. Die Liebe
7. Država
8. Vade Retro
9. Panorama
10. Decree